# Leduc.s Éditions
 (mars 2022).
Si vous disposez d'ouvrages ou d'articles de référence ou si vous connaissez des sites web de qualité traitant du thème abordé ici, merci de compléter l'article en donnant les références utiles à sa vérifiabilité et en les liant à la section « Notes et références ».
Pour les articles homonymes, voir Éditions Leduc.
Les Éditions Leduc sont une maison d'édition française et font partie du groupe Albin Michel depuis 2018. 

## Présentation
Les Éditions Leduc ont été créées en 2003 et sont situées à Paris. L'entreprise est rachetée par Albin Michel en 2018,,,. Elle publie des documents, des guides pratiques et des romans.

## Marques éditoriales
Les éditions Leduc publient environ 300 nouveautés par an, réparties au sein de 5 marques éditoriales principales : 
- Leduc pour le pratique
- Animae pour le développement spirituel
- Charleston et Nami pour la littérature
- Alisio pour les essais, documents, sciences humaines et pour la vie professionnelle

## Marque éditoriale Leduc

### Collections actuelles
En 2024, Leduc compte 10 collections principales :
- Ma bible
- Ma bible - édition de luxe
- Ma petite bible
- Guide visuel
- C'est Malin
- Leduc Poche
- Leduc Société
- Leduc Créatif
- Leduc Humour
- Leduc Graphic